# Ditassa oberdanii
Ditassa oberdanii là một loài thực vật có hoa trong họ La bố ma. Loài này được Fontella & Álvarez mô tả khoa học đầu tiên năm 1998.